# Православное кладбище Святого Игнатия (Кадыкёй)
Православное кладбище Святого Игнатия (греч. Κοιμητηριακός Ιερός Ναός Αγίου Ιγνατίου) — греческий православный некрополь в Стамбуле, в Турции. Кладбище расположено в районе Кадыкёй Стамбула.

## История
Кладбище было основано в 1895 году для погребения членов греческой православной общины Константинополя (Стамбула), а в настоящее время используется также для захоронений умерших христиан других национальностей.На кладбище есть могилы многих русских, проживающих на анатолийской стороне Стамбула.
Разрешение на строительство храма на земле, отведенной православным христианам, было дано в 1898 году. Павлос Максутов, тогдашний первый секретарь посольства России, лично занимался получением необходимого разрешения на строительство.
Кладбище и церковь на нем посвящены святому Игнатию. Внешний вид церкви носит черты русских церквей. Внутренний план представляет собой трёхнефную купольную базилику. Также на кладбище есть костяной дом, который был построен для сохранности костей, собранных из старых и невостребованных могил.
Кладбище делит могильник с двумя другими соседними христианскими кладбищами, разделенными стеной; а именно Кадыкёйское римско-католическое кладбище и Кадыкёйское армянское кладбище.

## Погребения
- Мелитон (Хадзис) (1913–1989)

## Галерея

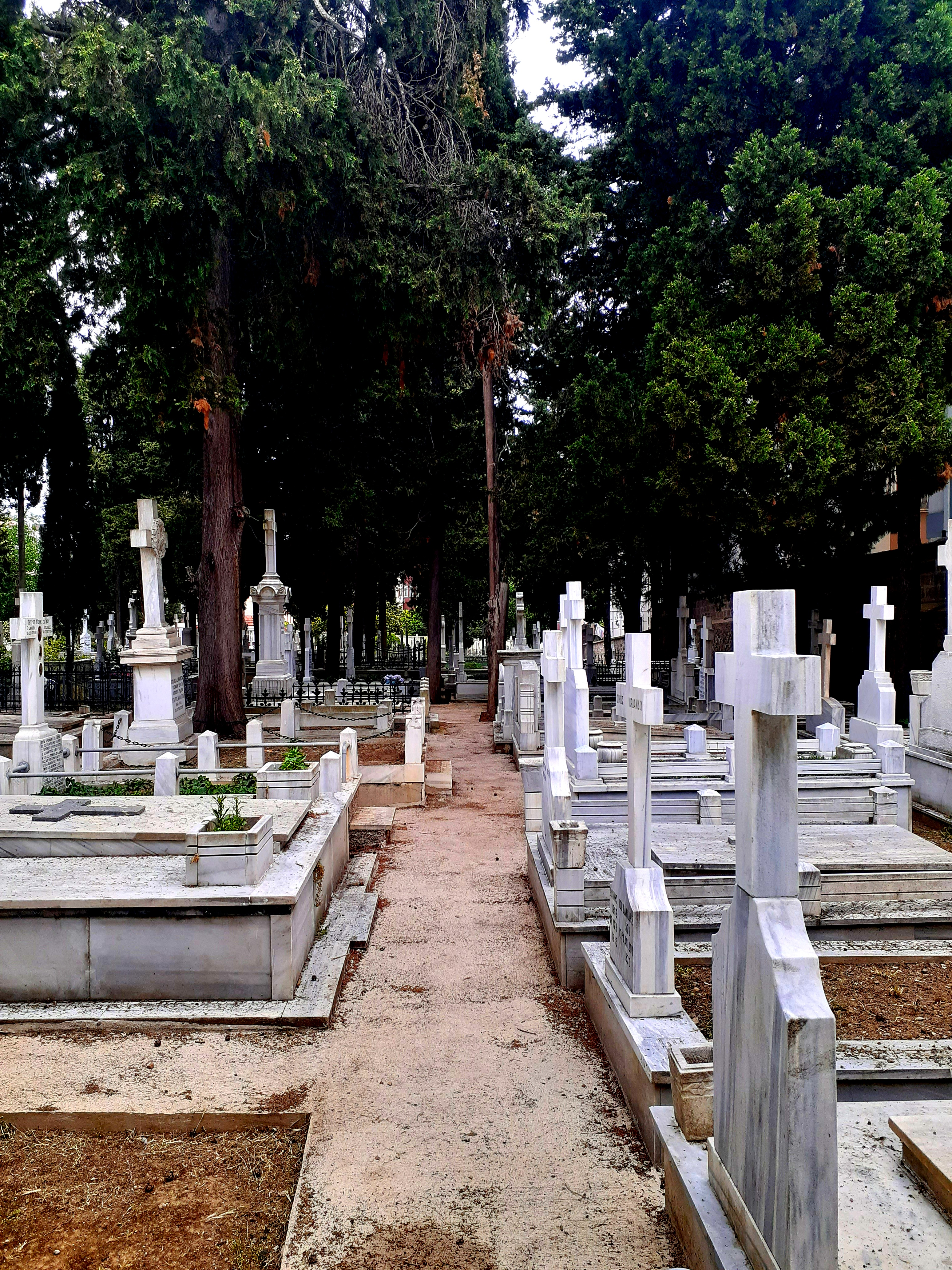
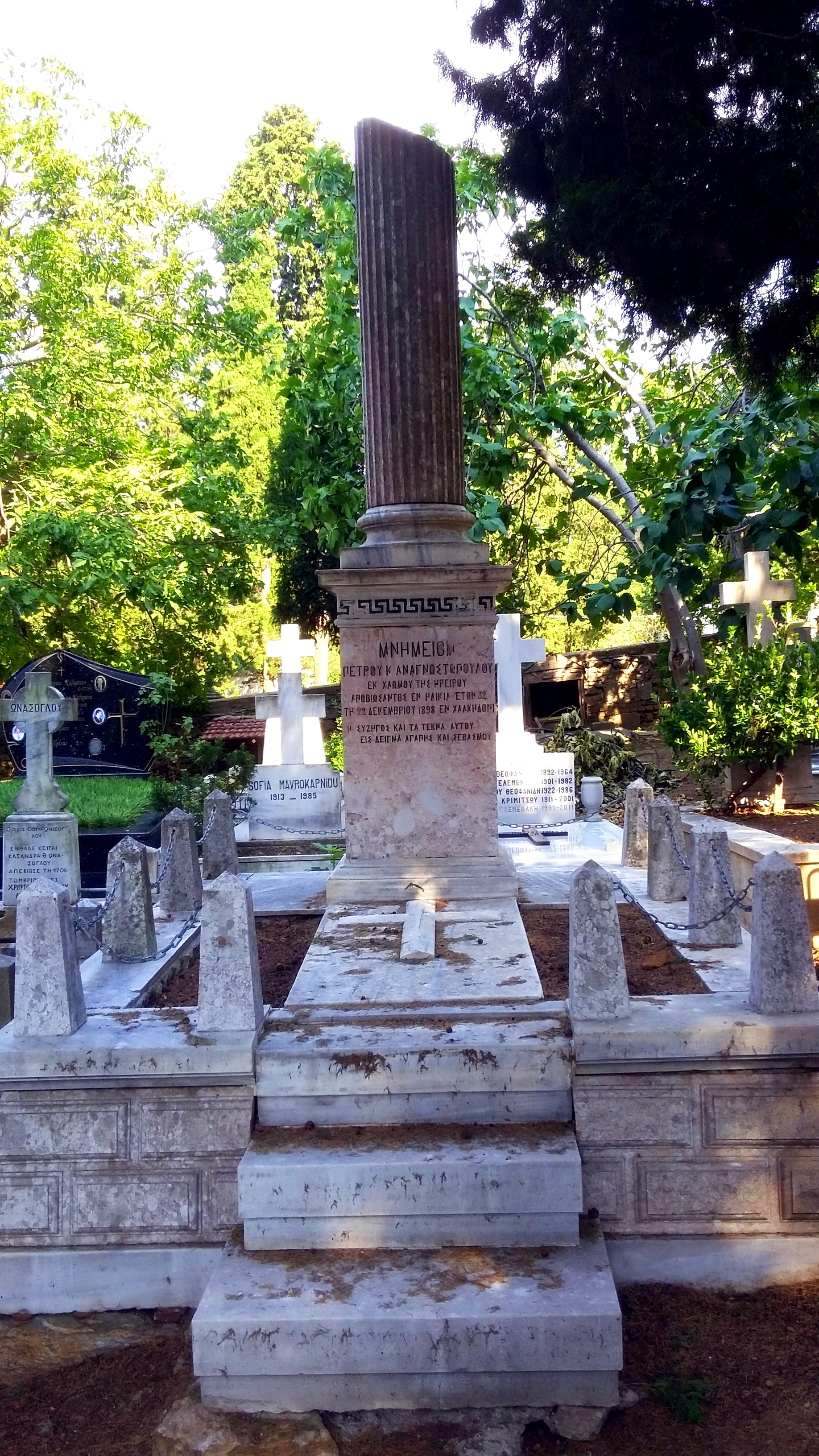
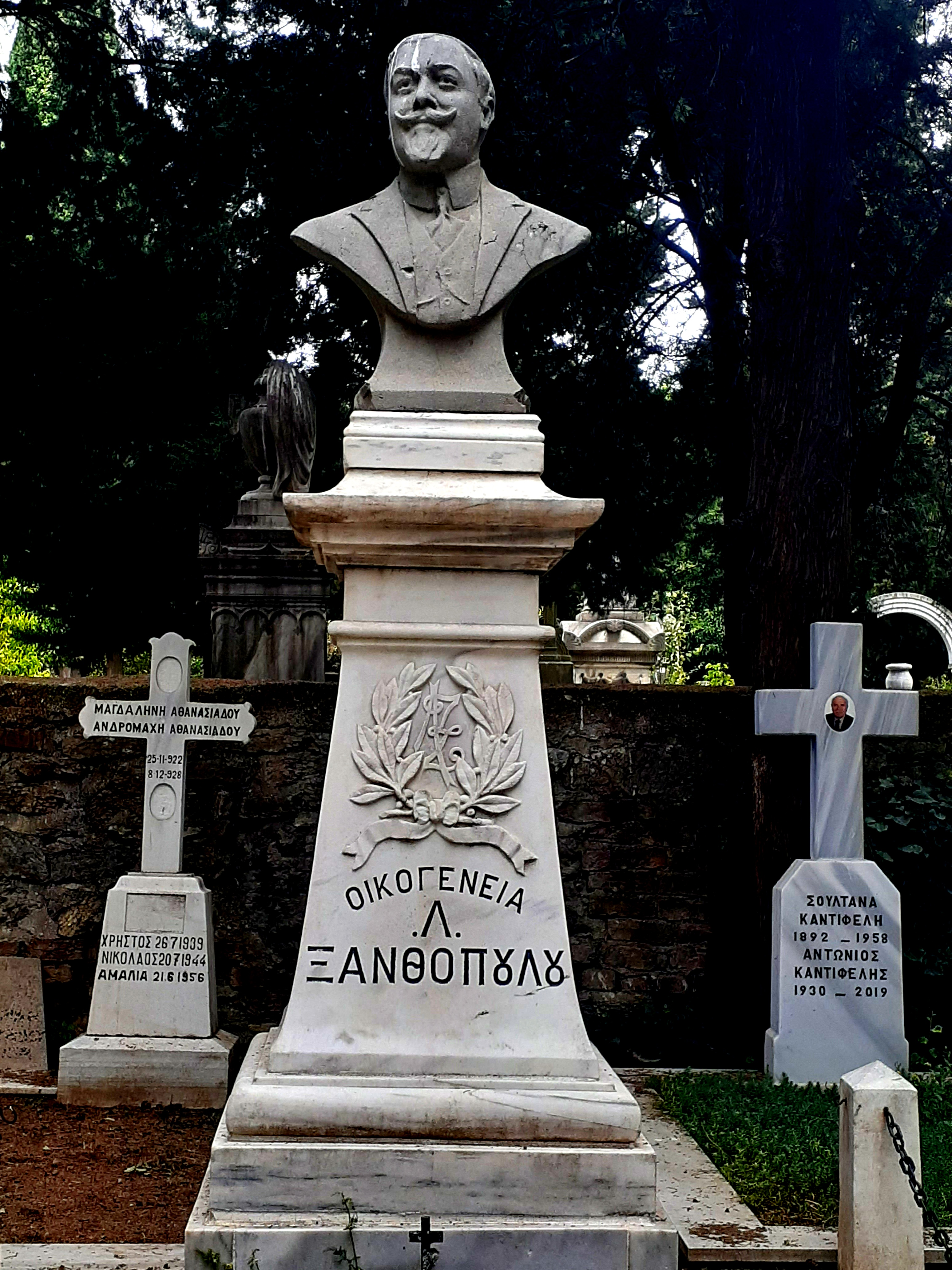
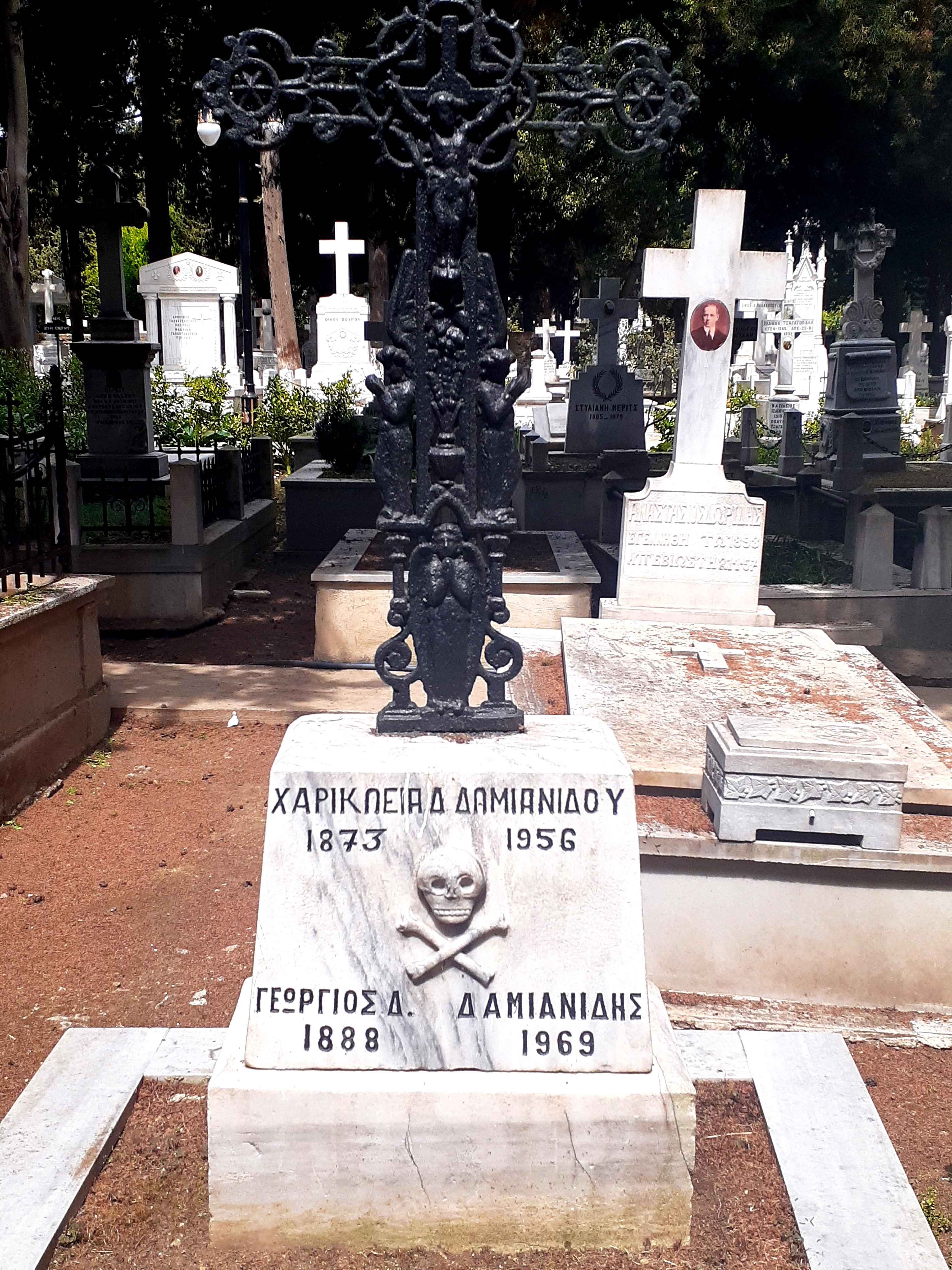
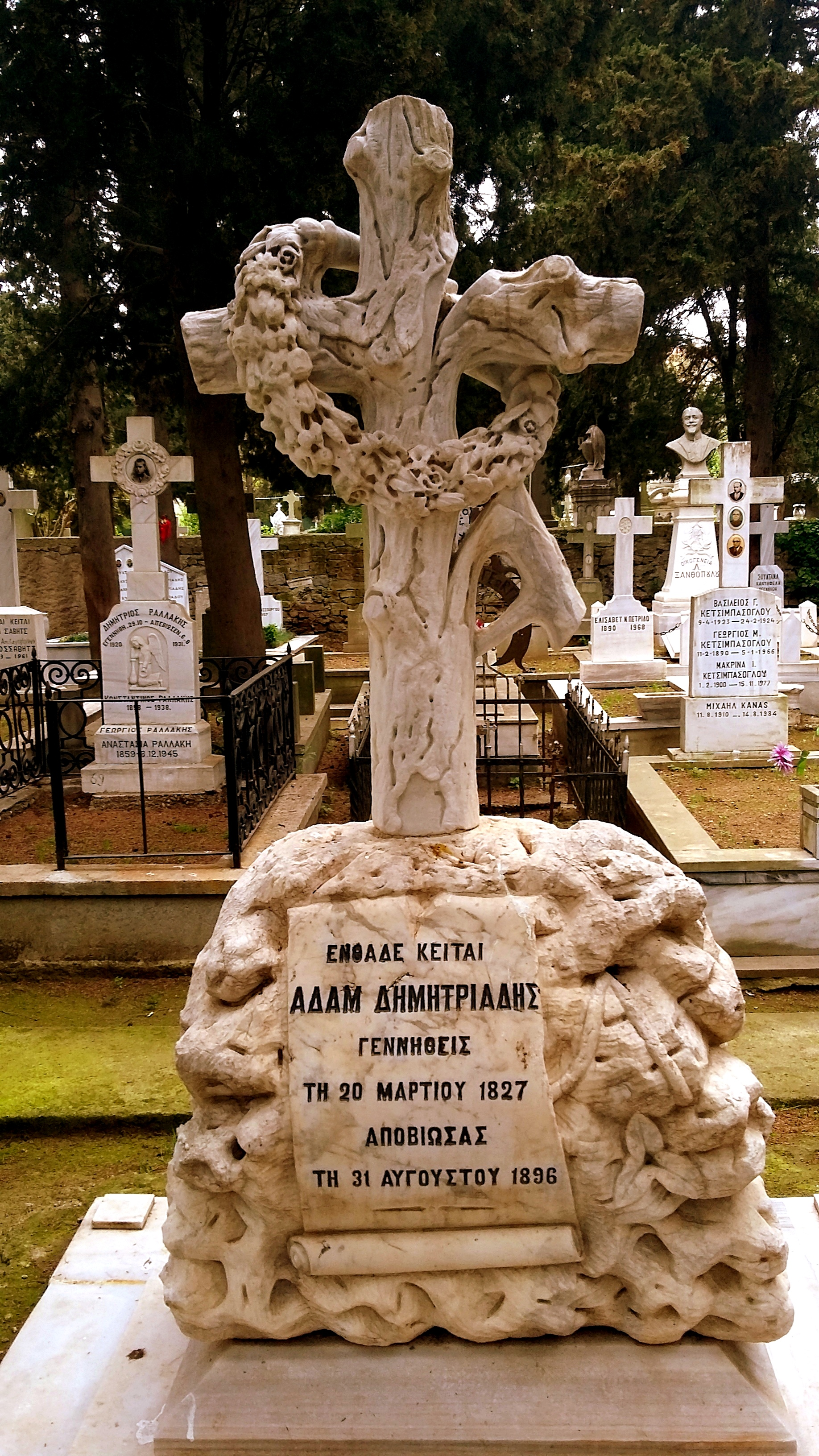
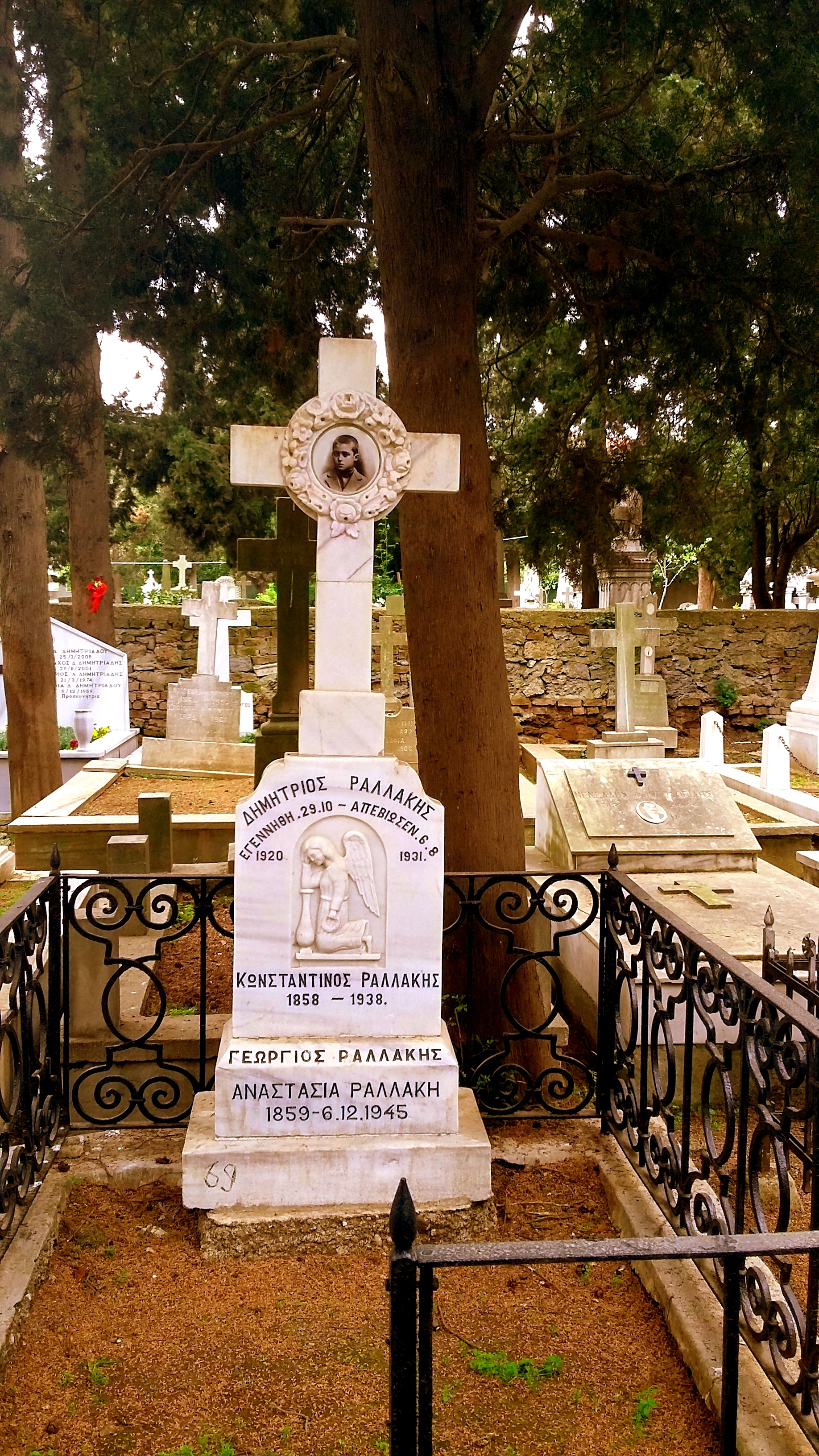
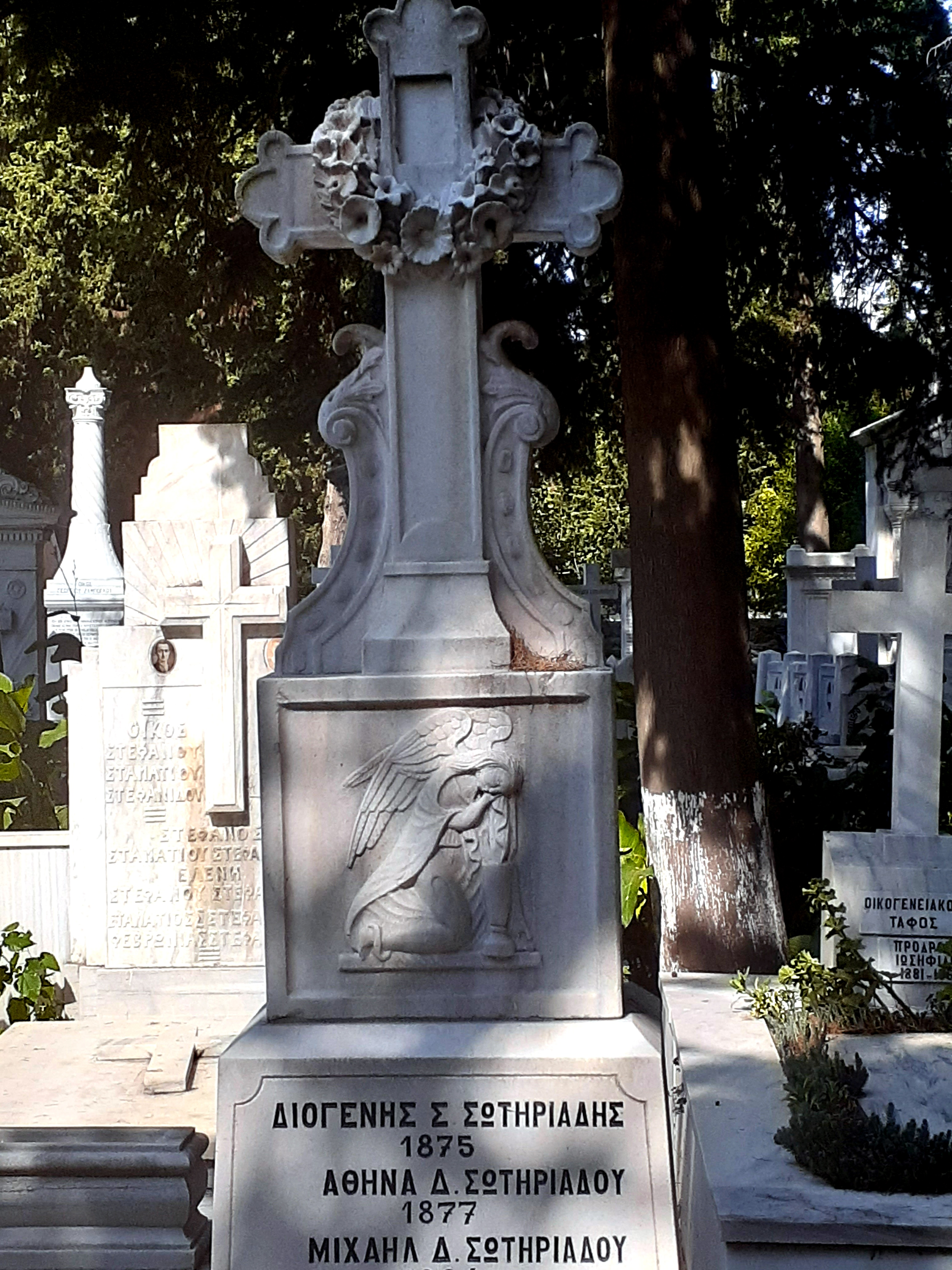
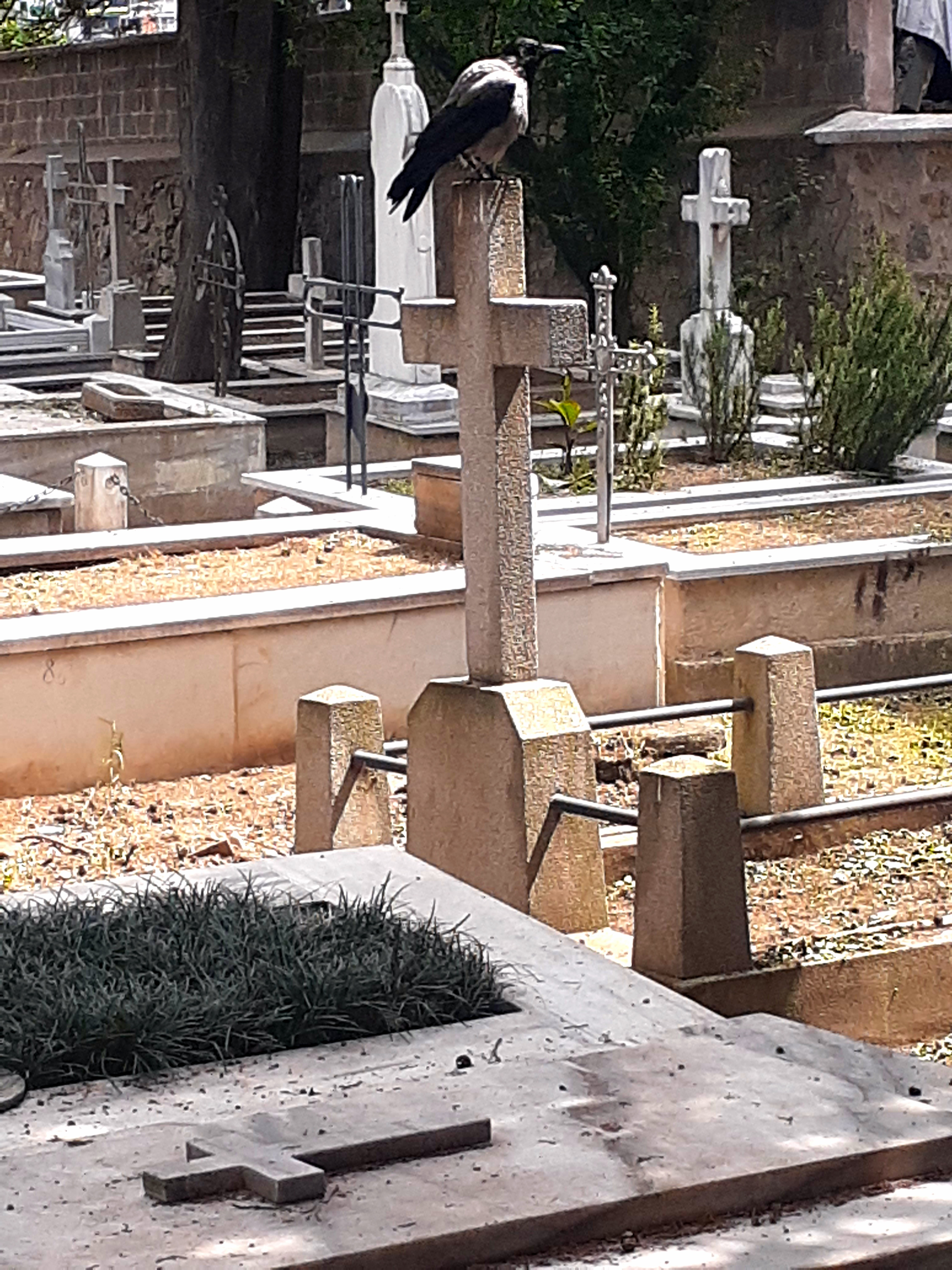
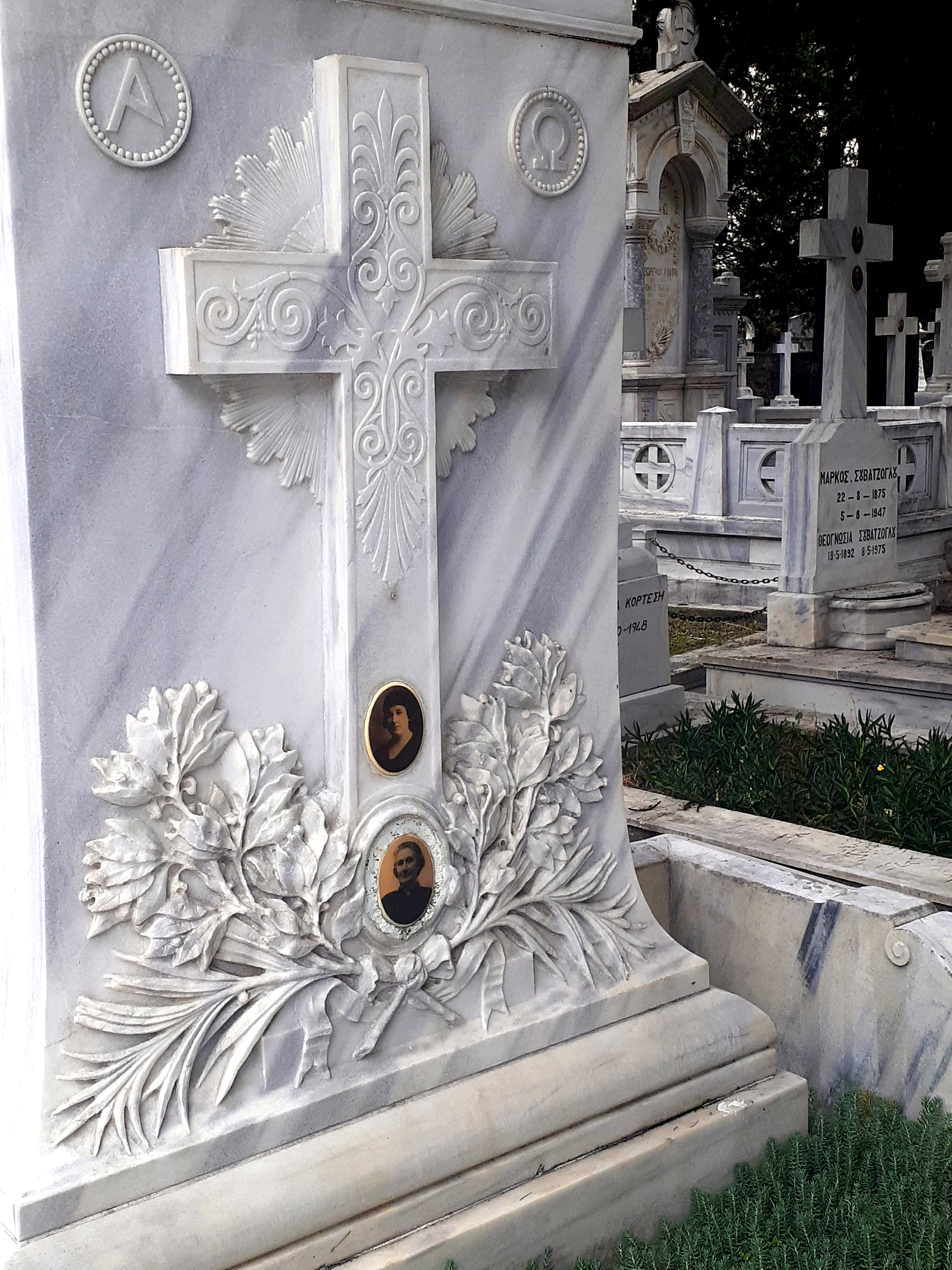
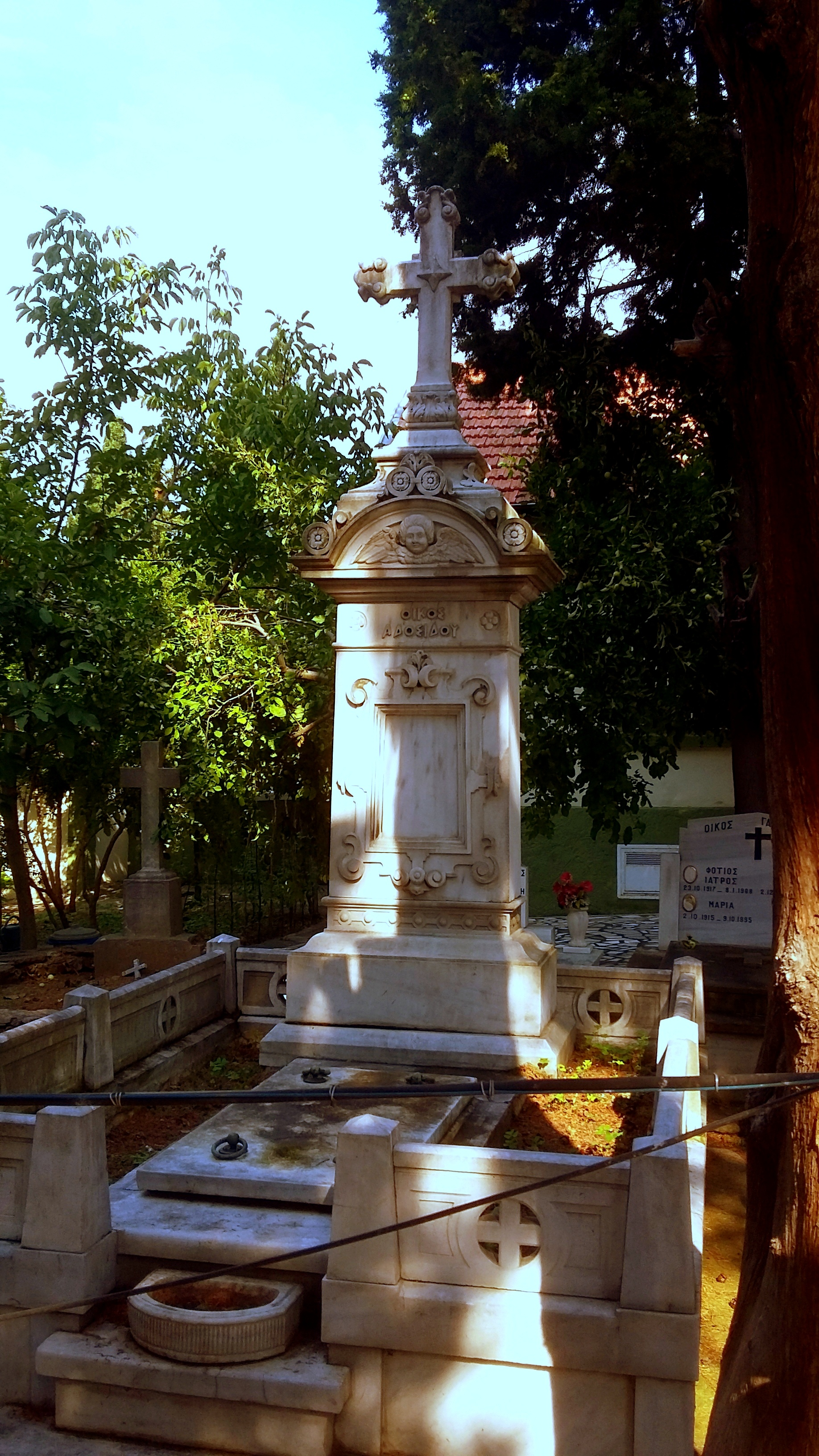
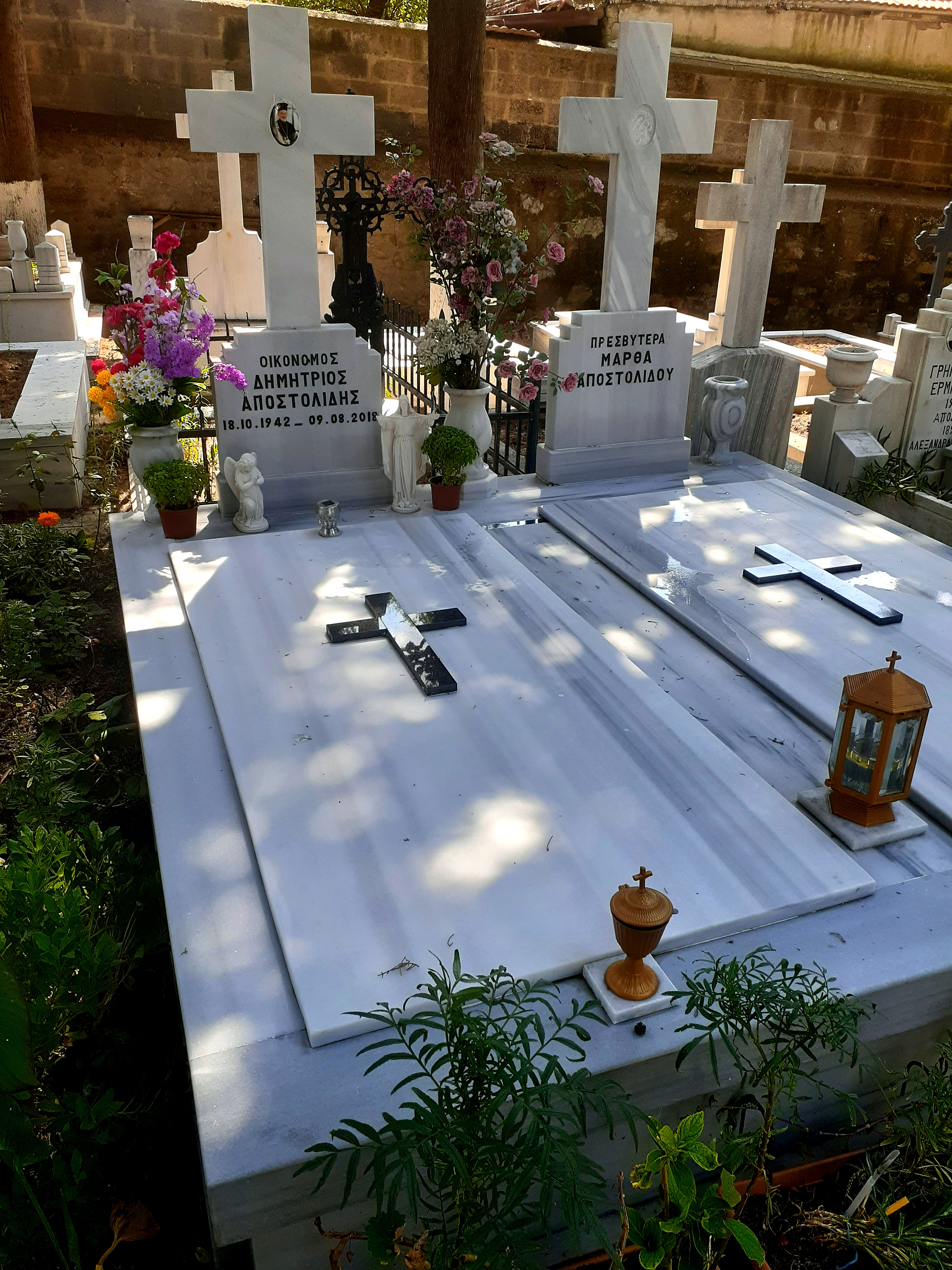
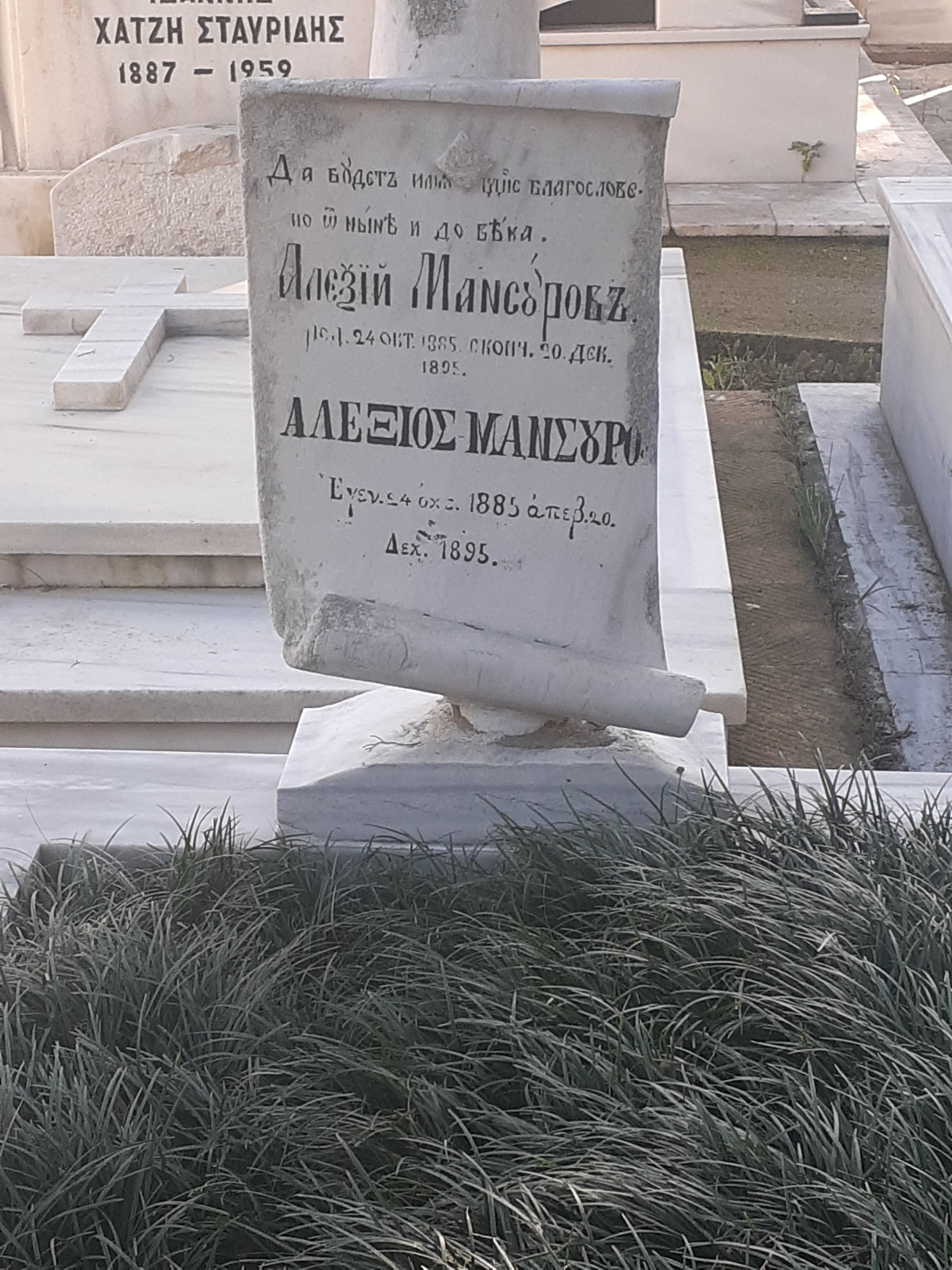
Могила сына первого секретаря посольства России, умершего в 1895 году в возрасте 10 лет
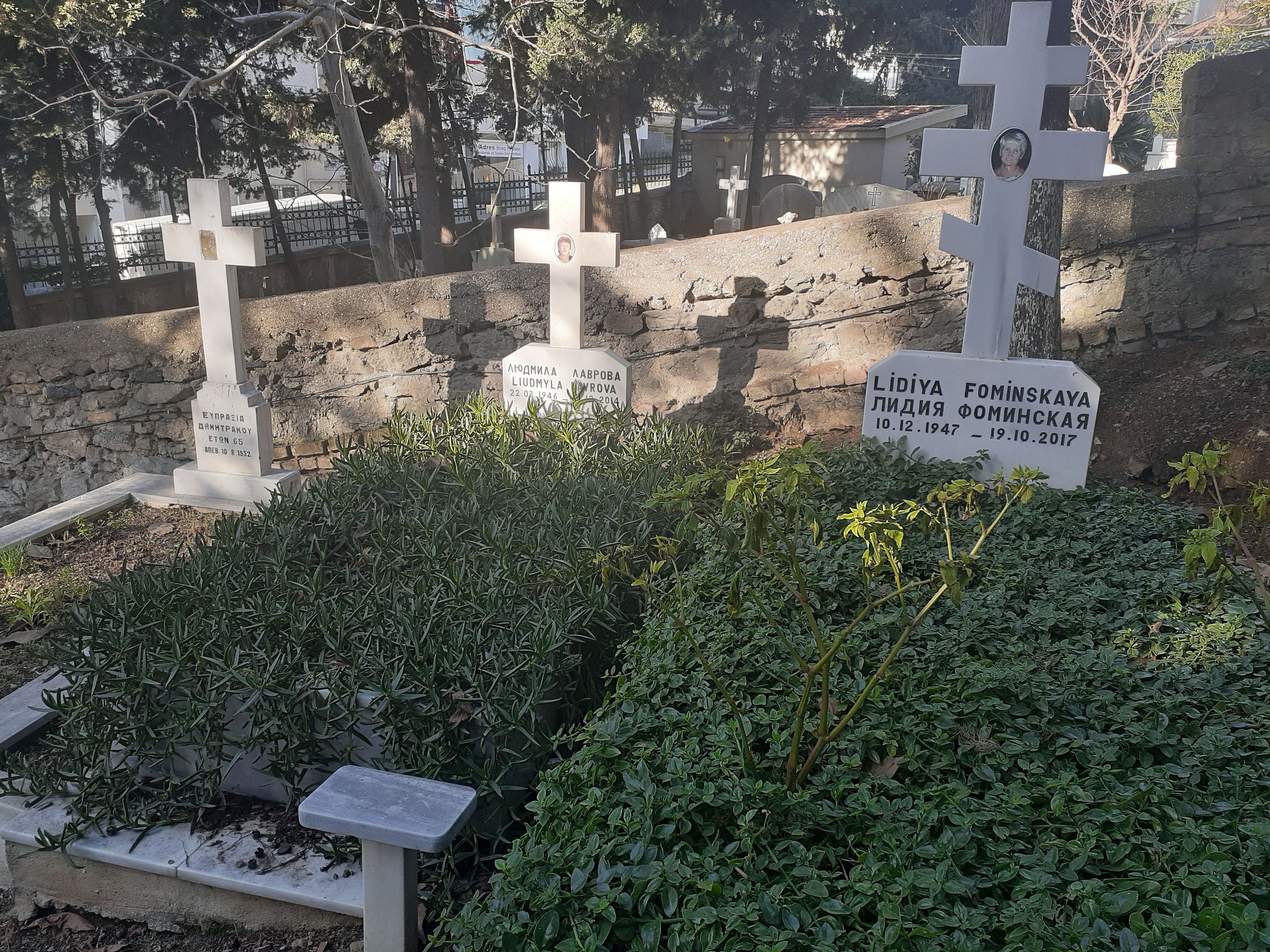
Могилы некоторых граждан России на
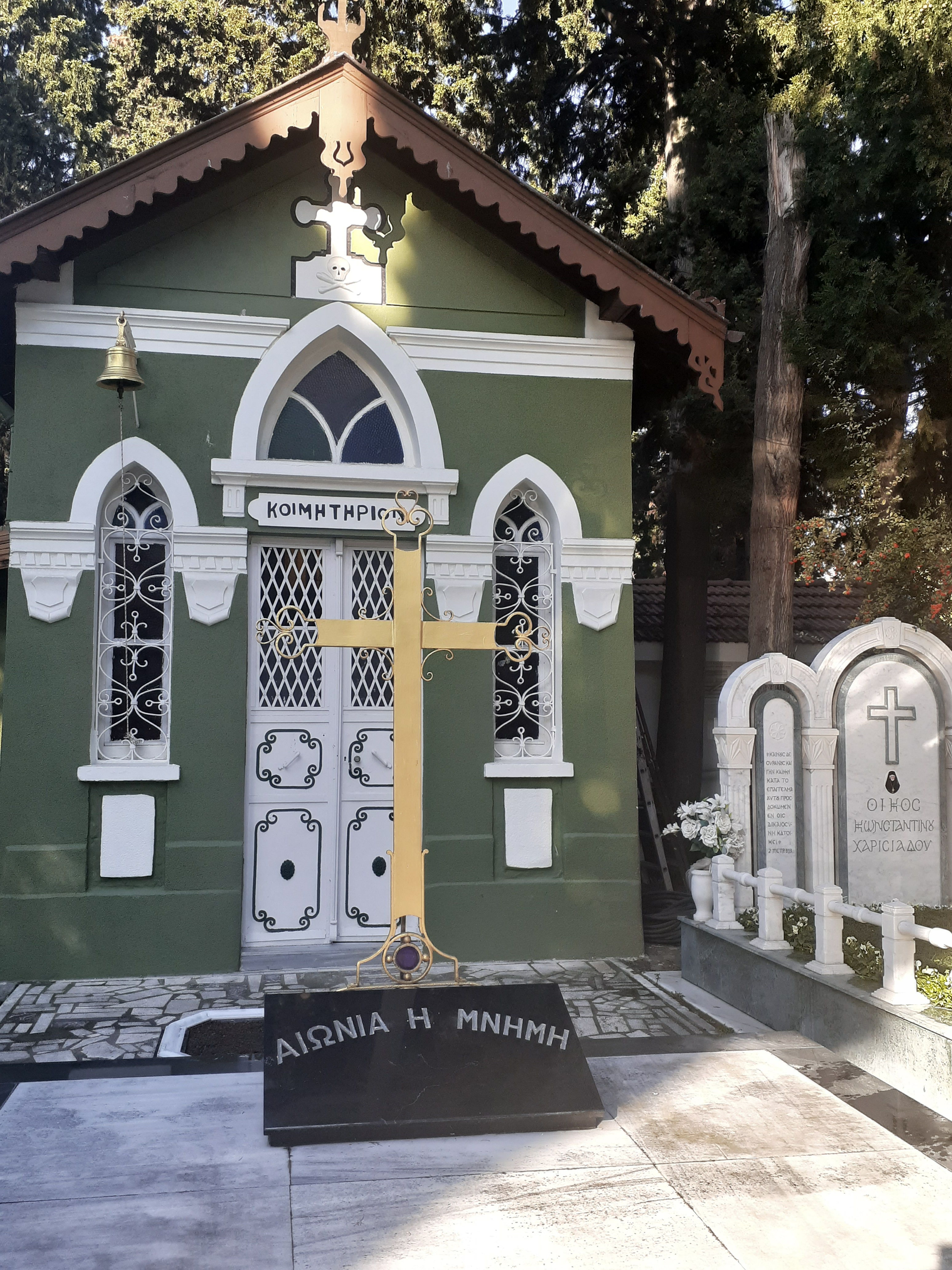
склеп
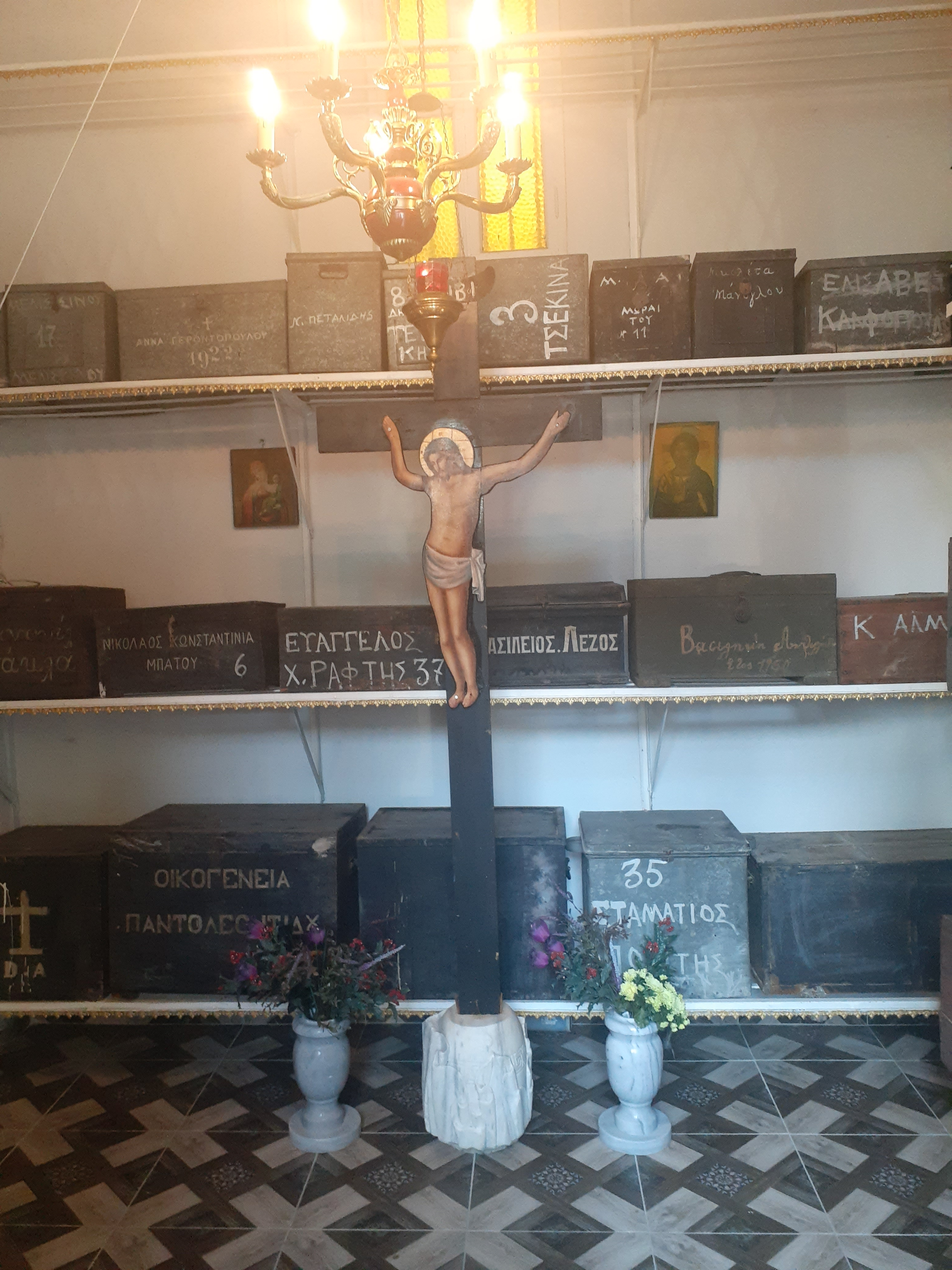
Интерьер склепа
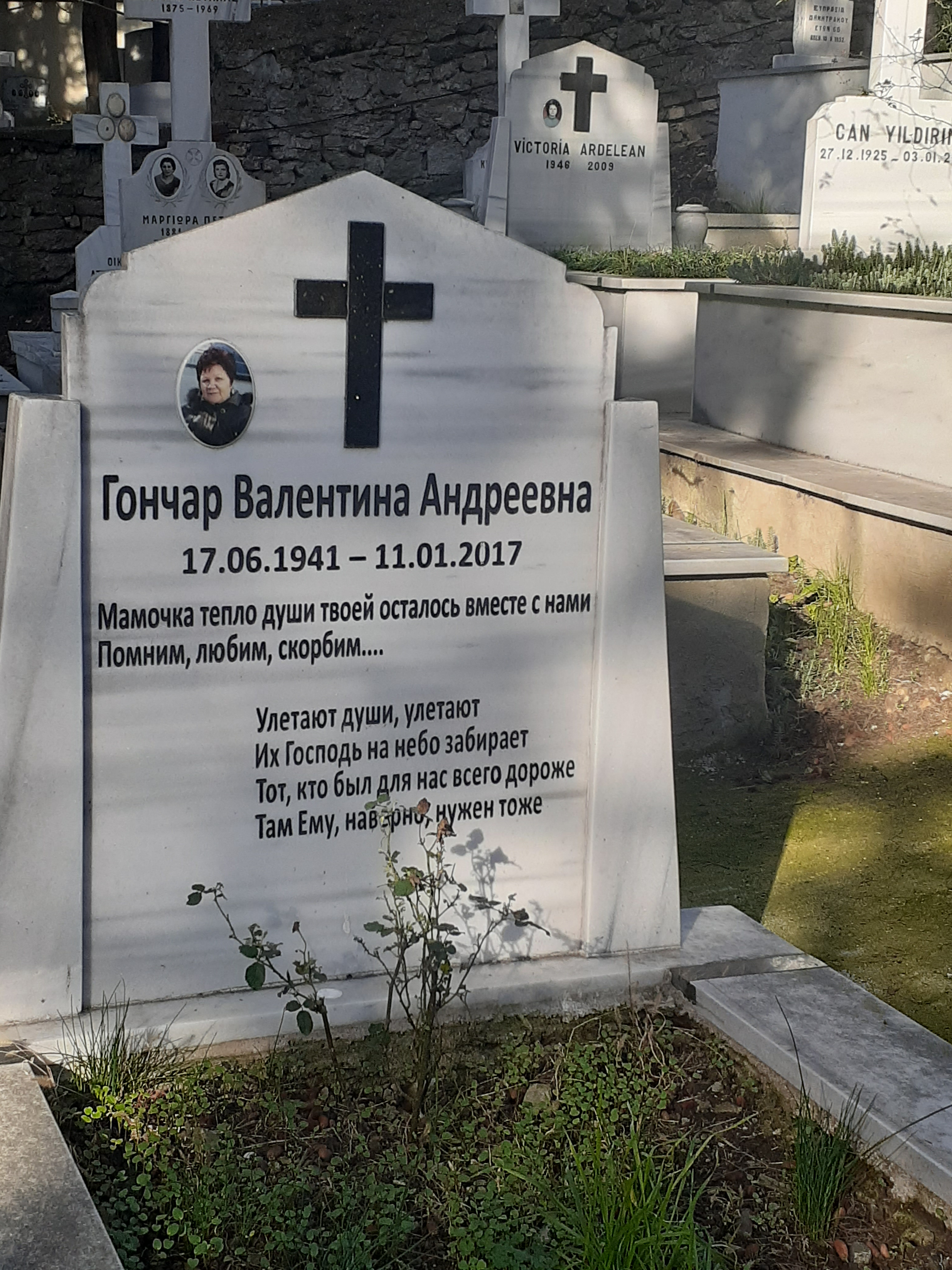
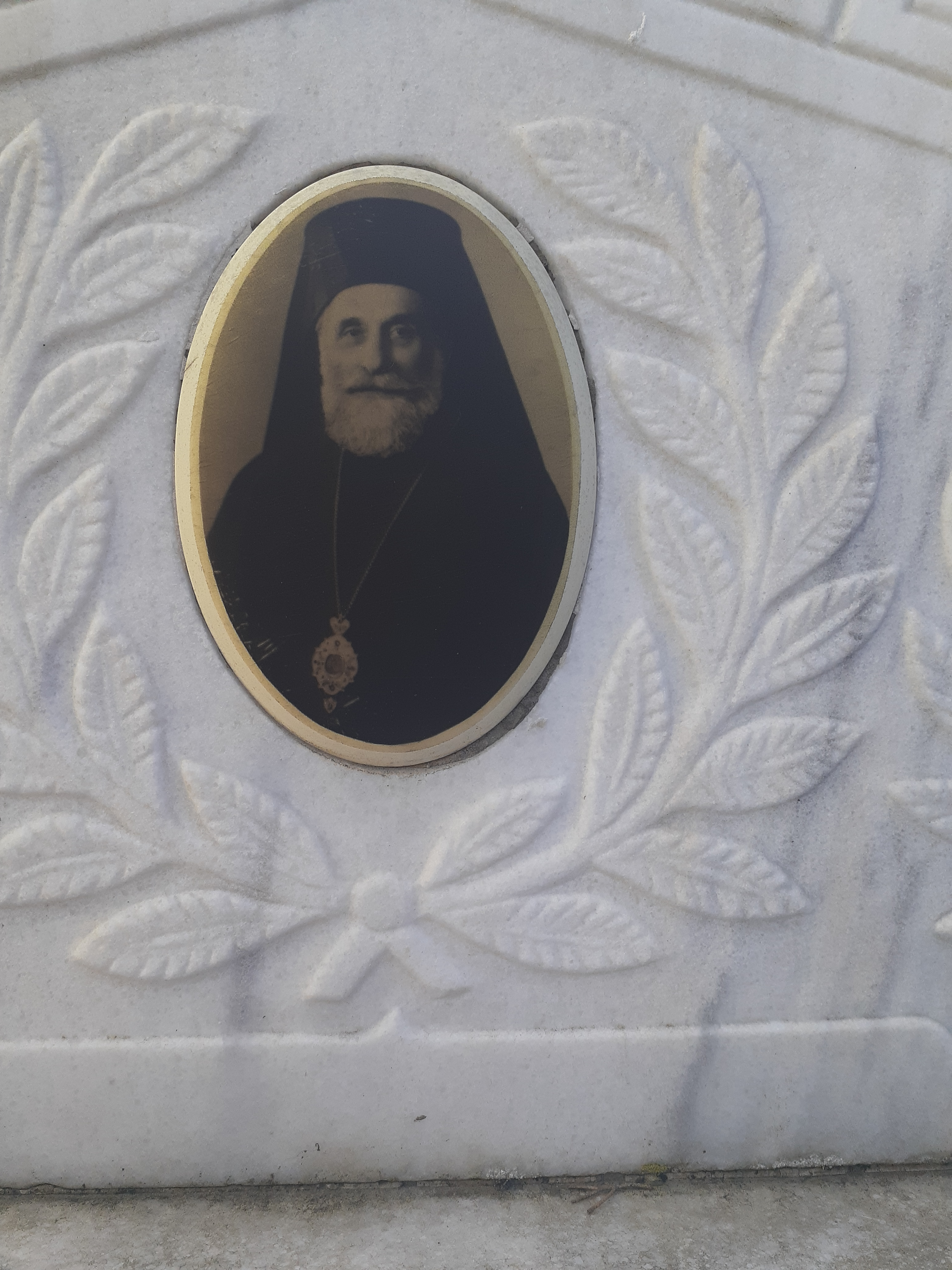
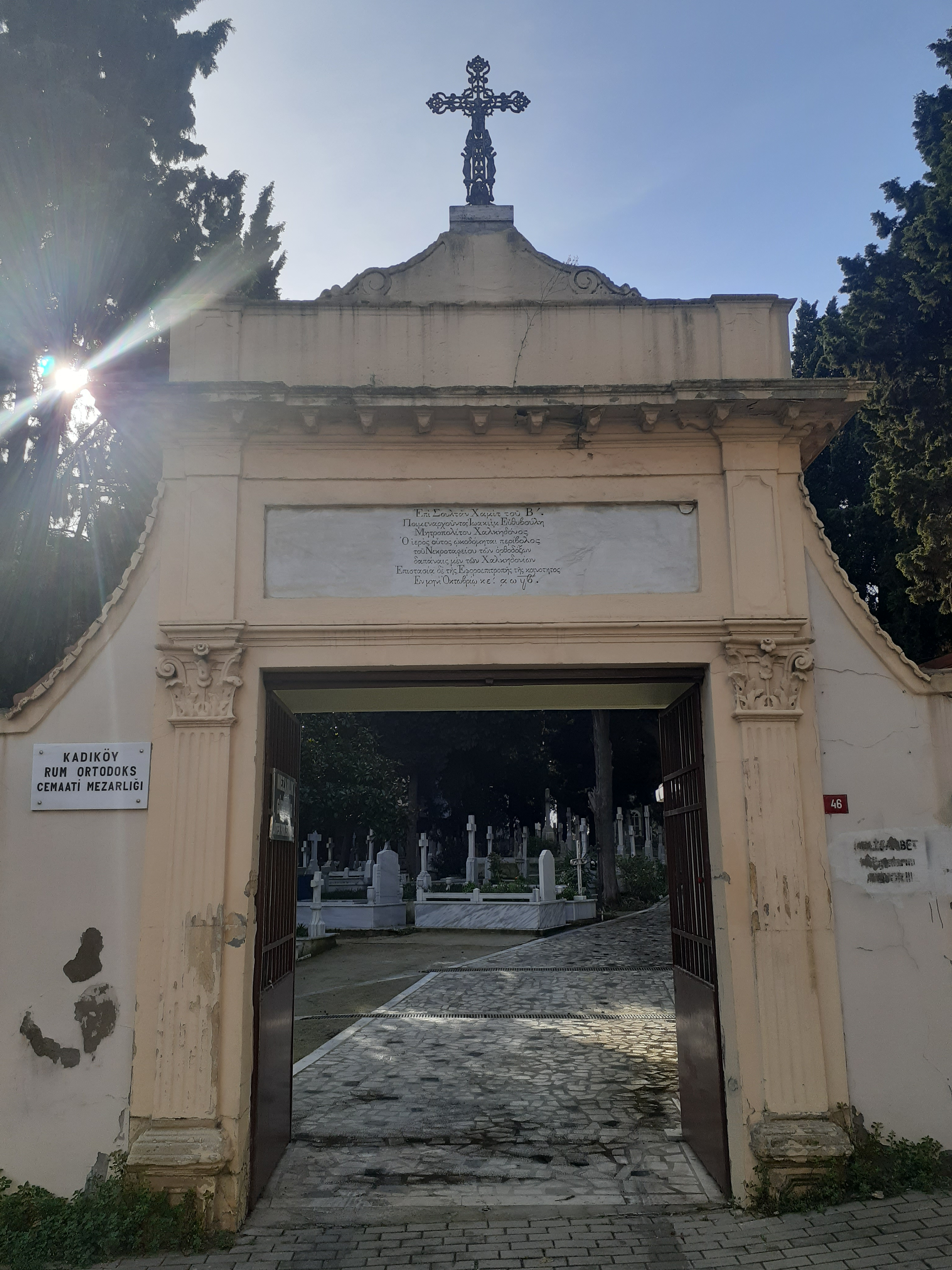
Верхние ворота кладбища
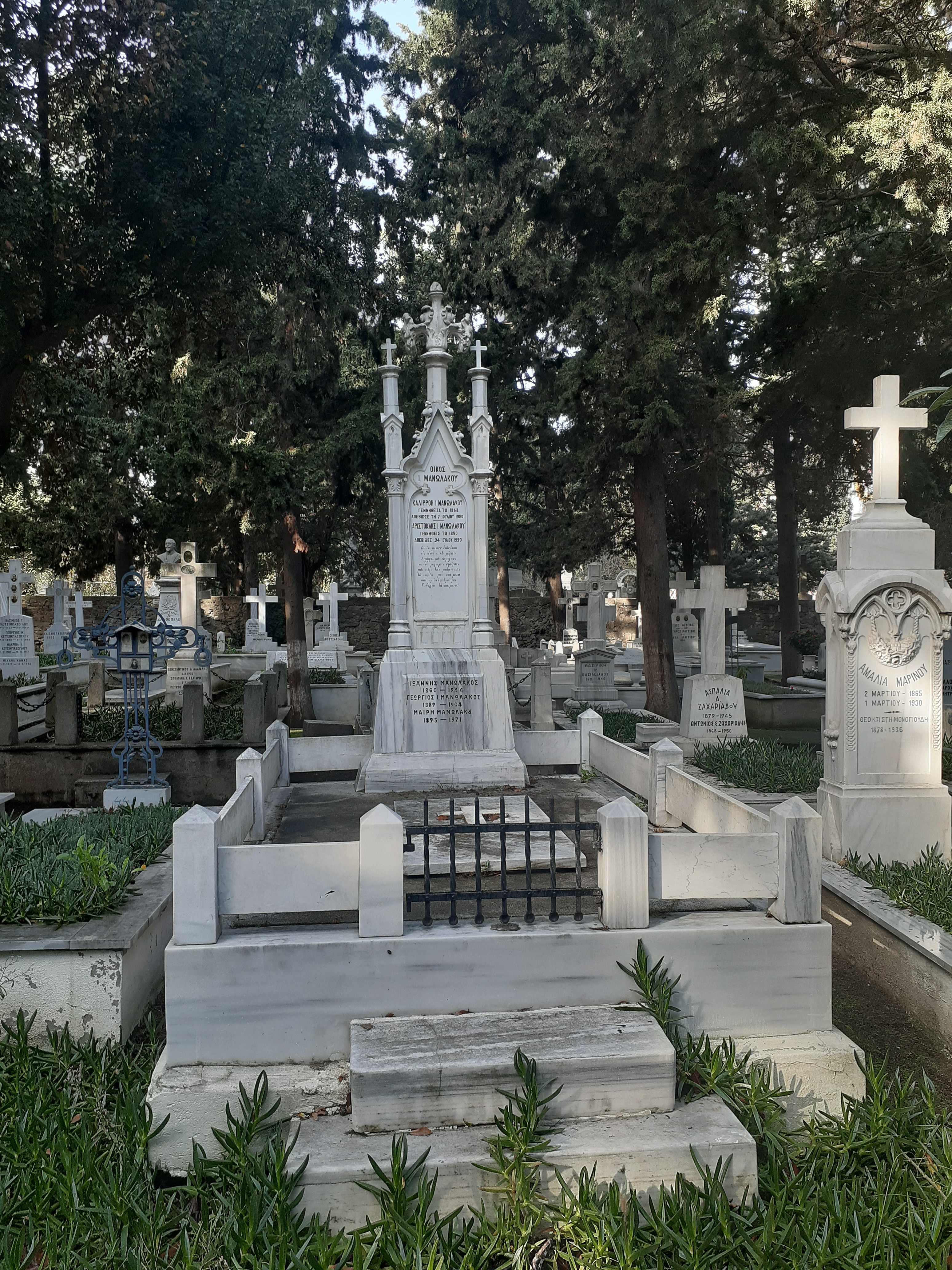
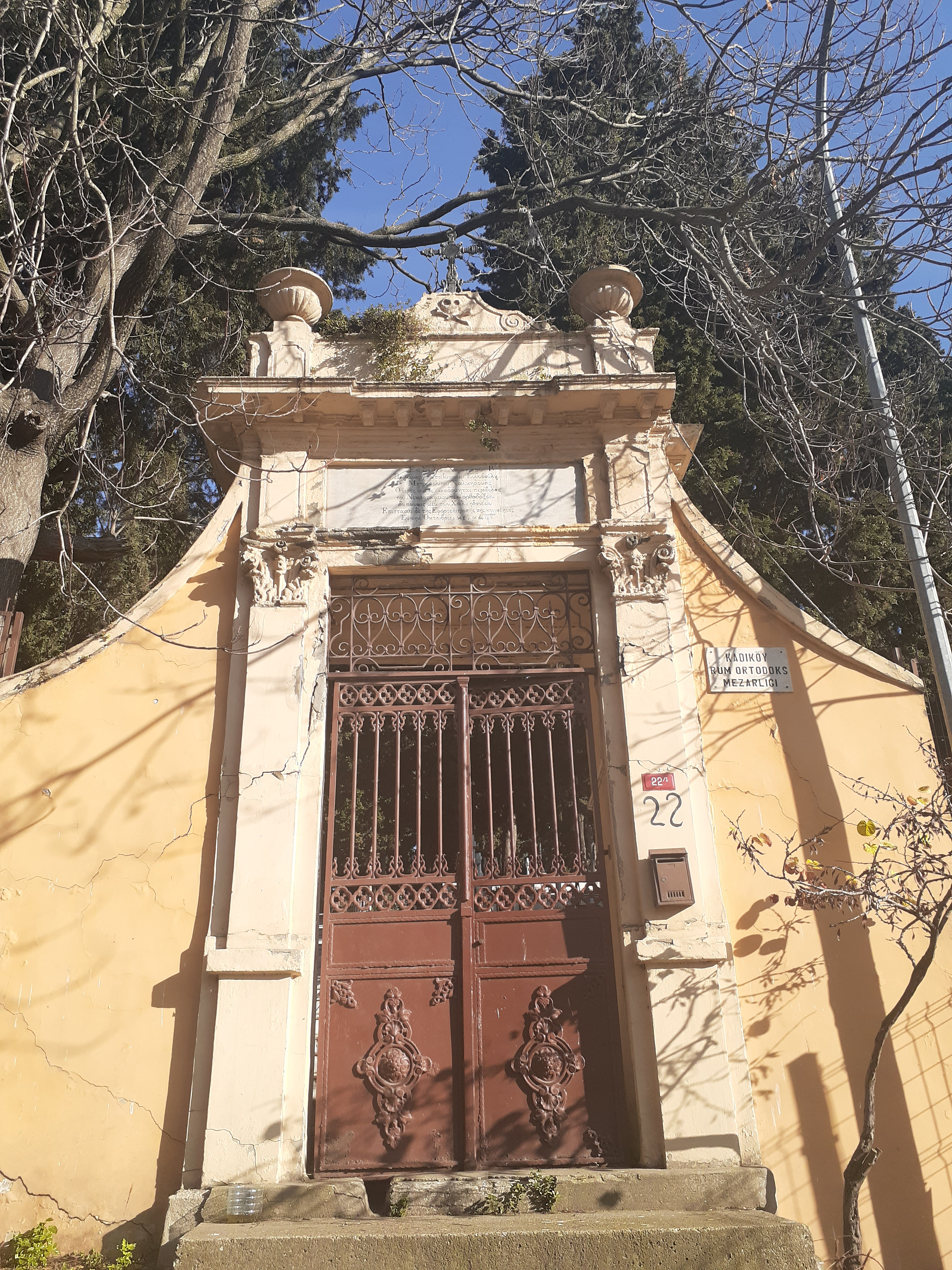
Нижние ворота кладбища